# Paul Tonko
Paul David Tonko, né le 18 juin 1949 à Amsterdam dans l'État de New York, est un homme politique américain, représentant démocrate de l'État de New York à la Chambre des représentants des États-Unis depuis 2009.

## Biographie
Paul Tonko est originaire d'Amsterdam, dans le comté new-yorkais de Montgomery. Après des études à l'université Clarkson, il devient ingénieur en travaux publics.
De 1976 à 1983, il est élu au conseil du comté de Montgomery, dont il devient président en 1981. En 1982, il est élu à l'Assemblée de l'État de New York dans le 105e district. Il y siège jusqu'à sa nomination en 2007 à la présidence de l'autorité de recherche et de développement énergétique de l’État.
Il se présente en 2008 à la Chambre des représentants des États-Unis dans le 21e district de l'État de New York, où le démocrate sortant ne se représente pas. Il arrive en tête de la primaire démocrate avec 39 % des suffrages. Il est élu représentant avec 62,1 % des voix face au républicain James Buhrmaster (35 %) et au candidat de l'Independence Party (en) (2,9 %). Il est réélu en 2010 par 59,2 % des électeurs.
Son district est redécoupé avant les élections de 2012 et devient le 20e district. Il inclut les comtés d'Albany, Montgomery, Saratoga et Schenectady. Paul Tonko remporte l'élection avec 68,4 % des voix. Il est réélu pour un quatrième mandat en 2014 en rassemblant 61,2 % des suffrages.